# Slobodan Tomović
Slobodan Tomović (Mateševo, 20. maj 1929 — 25. avgust 2016) bio je univerzitetski profesor, političar, filozof, književnik.

## Biografija
Rođen je u Mateševu, kod Kolašina 1929. godine. Osnovnu školu učio je u Mateševu. Gimnaziju u Kolašinu, Beranama i Nikšiću. Diplomirao je na Filozofskom fakultetu u Beogradu, grupa Čista filozofija. Studirao je i bogosloviju. Doktorsku disertaciju odbranio je na Beogradskom univerzitetu temom Njegoševa filozofija 1973. godine.
Više puta je prekidao redovno školovanje zbog ratnih prilika i poslijeratnog hapšenja. Poslije Drugog svetskog rata hapšen je više puta i osuđivan od strane vojnih, redovnih i disciplinskih sudova na odgovarajuće vremenske kazne, odnosno isključenje sa univerziteta. Kažnjavan je zbog svojih antikomunističkih shvatanja i zalaganja za višepartijsku parlamentarnu demokratiju.
Radni vijek započeo je kao profesor filozofske grupe predmeta u pećkoj Gimnaziji 1957. godine, a nastavio u Smederevskoj Palanci, Beranama i Podgorici.
U zvanje redovnog profesora univerziteta izabran je 1979.godine.
Pored nastave na fakultetu, od 1977. do 1992. godine naučni je urednik 8 (za sve oblasti) Enciklopedije Jugoslavije za Crnu Goru.
Od 1982. do 1991. g. honorarno predaje na postdiplomskim studijama u Dubrovniku.
Od marta 1993. do 2000. godine ministar je vjera u vladi Republike Crne Gore.
Drame su najprije objavljene pojedinačno kao posebne knjige, ali i integralno; Kulturno-prosvetna zajednica, Podgorica 1998.
Nikada nije pripadao Komunističkoj partiji, odnosno Savezu komunista Jugoslavije. Poslije uvođenja višepartijskog sistema nije sudjelovao u političkom životu stranaka.
Učestvovao je na naučnim kongresima i skupovima u zemlji i u inostranstvu.
Uz nekoliko desetina objavljenih knjiga napisao je oko 800 posebnih studija, tekstova, predgovora i slično koji su u različitim listovima i časopisima objavljeni.
U svojim teorijskim radovima, pored originalnih prirodno-naučnih hipoteza, razvija specifičan pogled na svijet. U filozofiji je metafizičar. U društvenim pitanjima izlagao je vlastite futurističke koncepcije. Zastupao je ideje o strogo ličnoj autonomiji i u praktičnom životu uz dosljednost svojim individualističkim uvjerenjima.
Odbio je trajno predloge za kandidaturu u Crnogorsku akademiju nauka i umjetnosti. Nije prihvatio pristupnicu zagrebačkog PEN kluba.

O svom djelu je napisao:
U mojim glavnim teorijskim radovima izložio sam cjelovit filozofski pogled na probleme: PRVOG UZROKA, POSTOJANJA, ORGANSKOG I DRUŠTVENOG RAZVITKA, UMSKOG I RELIGIOZNOG ŽIVOTA LJUDI. Umjesto evolucionističkog izgradio sam integralan kreacionistički pristup svim aspektima egzistencije u okviru njihovih evidencija sa osloncem na iskustvo pozitivnih nauka. Računam da sam dao prilog istoriji ideja, možda i prolegomenu za generalni misaoni uvid.

## Djela

### Knjige sa originalnim filozofsko-prirodno-naučnim hipotezama
1. Sami smo u svemiru; Beograd, Partizanska knjiga 1980.
2. Bog je stvorio život; Nikšić, Unireks 1993.
3. Filozofija vremena; Cetinje, Obod 1997.

### Knjige esejističko-literarnog karaktera
1. Junak apsurda; Titograd, Pobjeda 1980.
2. Kafka – vizionar svjetskog poretka; Podgorica, Kulturno-prosvetna zajednica 1999.
3. Likovi antihrista u literaturi Dostojevskog; Andrijevica, Stupovi 1997.
4. Moguća stvarnost; Titograd, Pobjeda 1987.

### Knjige filozofsko-bogoslovskog karaktera
1. Hristos moja istina; Podgorica, Oktoih 1998.
2. Filozofija otkrovenja; Podgorica, Pobjeda 1996.
3. O besmrtnosti duše; Podgorica, Oktoih 2003.
4. Filozofsko-bogoslovski spisi; Podgorica, CID 2001.

### Knjige filozofsko-istorijskog karaktera
1. Kraj istorije; Podgorica, Oktoih 1999.
2. Novi Adam; Podgorica, Oktoih 2005.

### Knjige filozofsko-etičkog karaktera
1. Pravo i pravda; Podgorica, Kulturno-prosvetna zajednica 2000.
2. Esej o čojstvu; Titograd, Pobjeda 1978.
3. Moralna tradicija Crnogoraca; Podgorica, CID 2005.

### Knjige teorijsko-saznajnog karaktera
1. Osnovi teorije saznanja i logike; Nikšić, Unireks 1982.
2. Istina o istini; Podgorica, Oktoih 2000.
3. Imanuel Kant; Podgorica, Pobjeda 1997.
4. Moji odgovori na hiljadu filozofskih pitanja; Podgorica, CID 2009

### Posebna izdanja
1. Slovo u vremenu; Podgorica, Oktoih 1996.
2. Kauzalno poreklo suprotnih prava u prirodi; Beograd, Prosveta 1954.
3. Kroz svijet ideja; Andrijevica, Komovi 2005. (2417 ličnih impresija)
4. Moja filozofija; Podgorica, Oktoih 2006.

### Knjige monografskog karaktera
1. Vojvoda Miljan Vukov; Andrijevica, Stupovi 1999.
2. Vojvoda Gavro Vuković; Andrijevica, Stupovi 1998.
3. Vojvoda Marko Miljanov; Andrijevica, Stupovi 1999.

### Knjige na temu njegošologije
1. Integralni komentar Luče mikrokozma; Cetinje, Obod 1981.
2. Integralni komentar Šćepana Malog; Beograd, Kultura 1990.
3. Integralni komentar Gorskog vijenca; Nikšić, Unireks 1985.
4. Njegoševa Luča; Titograd, Grafički zavod 197#(studija)
5. Njegoševa filozofija prirode; Cetinje, Obod 1975.
6. Vječna zublja Njegoševa; Beograd, Slovo ljubve 1973.
7. Integralni filozofsko-bogoslovski pojmovnik Njegoševog djela;Pobjeda, Podgorica 1995.

### Drame
1. Satana protiv Boga
2. Velika revolucija
3. Pilatov povratak,
4. veti Jovan Krstitelj
5. Sudije
6. Prethodnica Uljanova
7. Mit o velikom bratu
8. Josifova braća
9. Praznina,
10. Trauma
11. Šćepan I
12. Sizif
13. Sokrat i majstor
14. Neron – car i pjesnik
15. Njegoševa potonja ura
16. Kralj Nikola
17. Protokol
18. Drame i epigrami

### Glavni i odgovorni je urednik izdanja i pisac predgovora
1. Memoari Vojvode Gavra Vukovića
2. Petrovići pisci, duhovnici i vladari
3. Djela Nikole I Petrovića
4. Enciklopedija "Njegoš"
5. Memoari đenerala Radomira Vešovića.

### Prevodi
1. Potonja Njegoševa ura, engleski
2. Satana protiv Boga, engleski
3. Integralni komentar "Gorskog vijenca", engleski
4. Integralni komentar "Luče mikrokozma", engleski
5. Integralni komentar "Šćepana Malog", engleski
6. Enciklopedija Njegoš. Uz druge autore enciklopedija je pretežno djelo glavnog urednika S. Tomovića., engleski
7. Hristos moja istina, 2000, makedonski

### Nova izdanja
1. 5000 vrijednosnih sudova, Oktoih 2011.
2. Božja kreacija jeste, evolucija nije, Pegaz, Bijelo Polje 2014.
3. Ličnosti i događaji, Štampar Makarije, Beograd 2008.
4. Suđenje Slobodanu Tomoviću, Komovi, Andrijevica 2000.
5. Vrijednosni sudovi II
6. Svjedočim, o događajima u Drugom svjetskom ratu

## Literatura
- Biografija Slobodana Tomovića
- Djela Slobodana Tomovića
- Predavanje o Njegošu: Duhovna imperija koja nema paralele („Vijesti“, 14. mart 2013)
- Tomović,Slobodan.Kauzalno poreklo suprotnih prava u prirodi. . Univerzitet Kalifornija, 1954.
- Tomović,Slobodan.Junak apsurda. . NIO "Pobjeda," OOUR Izdavačka djelatnost, 1980.
- Tomović,Slobodan.Moralna tradicija Crnogoraca. . CID, 2006.
- Tomović,Slobodan.Stid će nas nadživjeti. . Kulturno-prosvjetna zajednica Podgorice, 1992.
- Tomović,Slobodan.Vječna zublja Njegoševa. . Slovo ljubve, 1972.
- Tomović, Slobodan. Njegoševa filozofija prirode. Vol. 1. Obod, 1975.
- Poezija forum Архивирано на веб-сајту  (13. септембар 2016)
- Suđenje Slobodanu Tomoviću na Filozofskom fakultetu u Beogradu, 1952. godine (Dnevna novina "Publika", 16. maj - 20. maj 2004)
- Video zapis Prof.dr.Slobodan Tomović

## Spoljašnje veze
- Predavanje o Njegošu: Duhovna imperija koja nema paralele („Vijesti“, 14. mart 2013)
- Video zapis Prof.dr.Slobodan Tomović
- Suđenje Slobodanu Tomoviću na Filozofskom fakultetu u Beogradu, 1952. godine